# Conseillers départementaux de l'Aisne (2015-2021)
Les 42 conseillers départementaux de l'Aisne sont élus pour la première fois les 22 et 29 mars 2015. Nicolas Fricoteaux est élu le 2 avril 2015 premier président du conseil départemental, qui succède au conseil général.

## Exécutif départemental

### Président
Nicolas Fricoteaux  (UDI) est né le 27 mai 1962. Professeur de profession, il est élu maire de Rozoy-sur-Serre en 2001. En 2008, il est élu conseiller général du canton de Rozoy-sur-Serre. En 2014, il réélu maire de Rozoy-sur-Serre.  
En 2015, il se présente sur le canton de Vervins, en tandem avec Marie-Françoise Bertrand, où ils sont élus face au FN.  Il prend la présidence du département à la suite d' Yves Daudigny .
En situation de cumul de mandats, il démissionne de son mandat de maire mais reste premier adjoint au maire de Rozoy-sur-Serre ainsi que conseiller communautaire de la communauté de communes des Portes de la Thiérache.

### 1revice-présidente
Isabelle Létrillart (LR) est née le 31 août 1970.  Elle est candidate à trois reprises aux élections législatives en 2007  sous l'étiquette  MPF, 2012  sous l'étiquette UMP et en 2017  sous l'étiquette LR sans être élue.
De 2010 à 2015, elle est élue conseillère régionale de Picardie, et, en 2014, au conseil municipal de Soissons sur la liste d'Alain Crémont  où elle devient adjointe au maire et conseillère communautaire de la communauté d'agglomération du Soissonnais.
En 2015, elle est élue du canton de Soissons-2 avec Frédéric Vanier et devient vice-présidente à l'action sociale, à la solidarité, autonomie et à l'insertion. Elle démissionne alors de son mandat régional .
En 2017, elle décide de démissionner du conseil municipal de  Soissons, et abandonne par conséquent son mandat de conseillère communautaire.

### 2evice-présidente
Colette Blériot (LR) est née le 20 avril 1950. Elle siège au conseil municipal de Saint-Quentin depuis 1995. En 2004, elle est élue conseillère générale du canton de Saint-Quentin-Centre en 2004 où est réélue en 2011.  
En 2015, elle est élue du canton de Saint-Quentin-1 avec Jean-Pierre Boniface. 

En 2017, elle devient vice-présidente  de la communauté d'agglomération du Saint-Quentinois.

### 3evice-président
Georges Fourré' (DVG) est maire-adjoint à Charly-sur-Marne depuis 2008 et est président de la Communauté de communes du canton de Charly-sur-Marne. Il a été général du canton de Charly-sur-Marne de 2006 à 2015.
Il est élu en 2015 du canton d'Essômes-sur-Marne avec Anne Maricot.
Il ne se représente pas aux élections municipales de 2020.

### 4evice-président
Pascal Tordeux (UDI) est né le 12 août 1956.  Assureur de profession, il s'engage dans les élections cantonales de 2001, et remporte  le canton de Soissons-Sud, où il n'est pas réélu en 2008.
Il se présente aux élections municipales de 2014 à Soissons sur la liste d'Alain Crémont, et devient adjoint au maire puis en 2020 conseiller délégué. Il est également élu conseiller communautaire de la communauté d'agglomération du Soissonnais.
En 2015, il est élu conseiller départemental avec Françoise Champenois sur le canton de Soissons-1. Il devient vice-président à l'économie et au logement.
Pressenti pour obtenir l'investiture d'En Marche pour les élections législatives, il y renonce en raison de pressions qu'il aurait subies.

### 5evice-présidente
Isabelle Ittelet (LR) est née le 16 novembre 1971. De 2012 à 2015, elle devient conseillère générale du canton de Sains-Richaumont après le décès de Michel Lefèvre, dont elle a été la suppléante. En 2014, elle est élue conseillère municipale d'opposition à Sains-Richaumont.
En 2015, elle est élue du canton de Marle avec son binôme Pierre-Jean Verzelen et devient vice-présidente à l'éducation et au plan collège.
La même année, elle est élue conseillère régionale des Hauts-de-France. Elle choisit d'abandonner son mandat municipal.

### 6evice-présidente
Michèle Fuselier (PS) est maire de Brasles depuis 2008 et conseillère communautaire de la Communauté d'agglomération de la Région de Château-Thierry. Elle a été présidente Communauté de communes de la Région de Château-Thierry de 2014 à 2016. De 2012 à 2015, elle conseillère générale du canton de Château-Thierry, à la suite de la démission de Jacques Krabal. 
En 2015, elle est élue départementale le canton de Château-Thierry avec Bruno Beauvois.
Elle abandonne son mandat municipal à l'occasion des élections municipales de 2020

### 7evice-président
François Rampelberg (LR) est né le 18 juin 1966. Il est élu maire de Braine en 2008 où il est réélu en 2014 et en 2020. En 2011, il est candidat sur le canton de Braine mais est éliminé dès le premier tour .
En 2015, il est élu du canton de Fère-en-Tardenoisavec Carole Deruy.

### 8evice-président
Thomas Dudebout (LR) est maire-adjoint de Saint-Quentin depuis 2014. 
En 2015, il est élu du canton de Saint-Quentin-2 avec Pascale Gruny

#### 9evice-président
Bernadette Vannobel (DVD) est élue du canton de Guignicourt depuis 2015 avec Philippe Timmerman, en 2015. 

## Élus par groupe politique

### Rassembler pour l'Aisne
Ce groupe compte 16 membres (8 LR, 5 DVD, 3 UDI)  dont le président et certains vice-présidents auxquels viennent se rajouter les élus ci-dessous. 

#### Jean-Pierre Boniface
Jean-Pierre Boniface (LR) est maire de Vermand depuis 2001.  En 2015, il est élu du canton de Saint-Quentin-2 avec Colette Blériot.

#### Pierre-Jean Verzelen
Pierre-Jean Verzelen (LR) est né le 29 aout 1983.  Il est élu maire de Crécy-sur-Serre en 2014  et devient président de la communauté de communes du Pays de la Serre , succédant à Yves Daudigny.
En 2015, il est élu sur le canton de Marle avec son binôme Isabelle Ittelet.

#### Françoise Champenois
Françoise Champenois (UDI) est maire de Cuisy-en-Almont depuis 2008 et conseillère communautaire de la communauté d'agglomération du Soissonnais. 
En 2015, elle est élue conseillère départementale avec Pascal Tordeux du canton de Soissons-1. 

#### Frédéric Vanier
Frédéric Vanier (DVD) est adjoint au maire de Soissons et conseiller communautaire de la communauté d'agglomération du Soissonnais depuis 2014. 
En 2015, il est élu du canton de Soissons-2 avec Isabelle Létrillart.

#### Carole Deruy
Carole Deruy (LR) est élue du canton de Fère-en-Tardenois avec François Rampelberg.

#### Marie-Françoise Bertrand
Marie-Françoise Bertrand (DVD) est élue du canton de Vervins en 2015 avec Nicolas Fricoteaux .

#### Jocelyne Dogna
Jocelyne Dogna (LR) est adjointe au maire de Gauchy depuis 2014. 
Elle est élue en 2015 du canton de Saint-Quentin-3 avec Freddy Grzeziczak, en 2015.

#### Freddy Grzeziczak
Freddy Grzeziczak (DVD) est adjoint au maire de Saint-Quentin depuis 2014 et vice-président de la communauté d'agglomération du Saint-Quentinois. En 2004, il tente sa chance, sous l'étiquette DVG, sur le canton de Saint-Quentin-Centre mais en vain. En 2007, il se présente aux élections législatives, sous l'étiquette MRC, et échoue une nouvelle fois.
Il est élu en 2015 conseiller départemental du canton de Saint-Quentin-3 avec Jocelyne Dogna , en 2015.

### Pascale Gruny
Pascale Gruny (LR) est née le 18 février 1960. Elle est députée  par intermittence en remplacement de Xavier Bertrand lors de ces nominations au gouvernement. Elle est conseillère municipale de Saint-Quentin de 1989 à 2008.  Elle devient députée européenne de 2009 à 2010, puis, en 2014,  sénatrice de l'Aisne. 
En 2015, elle est élue conseillère départementale du canton de Saint-Quentin-2 avec Thomas Dudebout
Elle est vice-présidente aux affaires européennes et régionales, aux relations avec les communes et intercommunalités et à l'agriculture.

#### Philippe Timmerman
Philippe Timmerman (DVD) est maire de Guignicourt depuis 1999 et est conseiller général du canton de Neufchâtel-sur-Aisne de 2001 à 2015.
En 2015, il est élu du canton de Guignicourt avec Bernadette Vannobel.

### Groupe socialiste et gauche républicaine
Ce groupe est composé de  9  membres (1 PRG, 4 PS, 4 DVG).

#### Bruno Beauvois
Bruno Beauvois (PRG) est maire-adjoint de Château-Thierry et est conseiller communautaire de la Communauté d'agglomération de la Région de Château-Thierry depuis 2014. Il est élu sur le canton de Château-Thierry avec Michèle Fuselier.
Il n'occupe plus de fonction municipale depuis les élections de 2020.

#### Florence Bonnard Trevisan
Florence Bonnard Trevisan (PS) est conseillère municipale de Montescourt-Lizerolles. Elle est élue sur le canton de Ribemont avec Michel Potelet  .

#### Frédéric Martin
Frédéric Martin (PS) est maire de Moÿ-de-l'Aisne depuis 2020. Il est général du canton de Moÿ-de-l'Aisne de 2008 à 2015. Il est également vice-président de la Communauté de communes du Val de l'Oise.
Au décès de Michel Potelet, il devient conseiller départemental du canton de Ribemont aux côtés de  Florence Bonnard Trevisan  .

#### Michel Collet
Michel Collet  (PS) est maire de Prémont depuis 2001 et est vice-président de la communauté de communes du Pays du Vermandois. Il est conseiller général  du canton de Bohain-en-Vermandois depuis 1998. 
Il est élu en 2015 du canton de Bohain-en-Vermandoisavec Monique Sébastijan.

#### Thierry Delerot
Thierry Delerot (PS) a été général du  canton de Laon-Sud de 2008  à 2015.  
Il est élu en 2015 du canton de Laon-2 avec Brigitte Fournié-Turquin.

#### Anne Maricot
Anne Maricot (DVG) est maire de Jaulgonne depuis 2014 et est conseillère communautaire de la Communauté d'agglomération de la Région de Château-Thierry. Elle a été vice-présidente de la Communauté de communes du canton de Condé-en-Brie de 2014 à 2016.
Elle est élue en 2015 du canton d'Essômes-sur-Marne avec Georges Fourré.

#### Fawaz Karimet
Fawaz Karimet (DVG) est conseiller municipal de Laon  et est conseiller communautaire de la Communauté d'agglomération du Pays de Laon. 
Il est élu en 2015 du canton de Laon-1 avec Annie Tujek.
Il a été conseiller général du canton de Laon-Nord de 1998 à 2015.
Il a été trois fois candidat aux élections législatives 2007, 2012 et en 2017 

#### Annie Tujek
Annie Tujek (PS) est conseillère municipale d'Anizy-le-Château. 
Elle est élue en 2015 du canton de Laon-1 avec Fawaz Karimet.

### Front de gauche - Europe Écologie les Verts
Ce groupe est composé de 6 membres (3 FG, 1 EELV et 2 PCF).

#### Michel Carreau
Michel Carreau (FG) est maire-adjoint de Tergnier et conseiller communautaire de la communauté d'agglomération Chauny-Tergnier-La Fère et  a été conseiller général du canton de Tergnier de 1998 à 2015.
Il est réélu en 2015 par le canton de Tergnier avec Caroline Varle. 
En 2020, il devient maire de Tergnier ainsi que vice-président de la communauté d'agglomération Chauny-Tergnier-La Fère

#### Caroline Varlet
Caroline Varlet (FG) est conseillère municipale à  Saint-Gobain jusqu'en 2020.
Elle est élue en 2015 du canton de Tergnier avec Michel Carreau. 

#### Brigitte Fournié-Turquin
Brigitte Fournié-Turquin (EELV) est conseillère départementale du canton de Laon-2 avec Thierry Delerot .
Elle a été candidate aux élections législatives de 2017, mais est éliminée dès le premier tour avec 3,74% des voix .

#### Jean-Luc Lanouilh
Jean-Luc Lanouilh (PCF) est élu du canton de Chauny avec Fabienne Marchionni.
Il a été conseiller général du canton de Chauny de 1995 à 2015. et a été candidat aux élections sénatoriales dans l'Aisne en 2008   puis en 2014 
En 2012, il est candidat aux élections législatives, mais est éliminé dès le premier tour avec 17,31 % des voix .

#### Fabienne Marchionni
Fabienne Marchionni (FG) est conseillère municipale de Sinceny. 
Elle est élue en 2015 du canton de Chauny avec Jean-Luc Lanouilh.

#### Monique Sebastijan
Monique Sebastijan (PCF) est maire-adjointe à Lehaucourt. 
Elle est élue en 2015 du canton de Bohain-en-Vermandoisavec Michel Collet.

### Rassemblement national
Ce groupe compte 7 membres.

#### Franck Briffaut
Franck Briffaut (FN) est maire de Villers-Cotterêts depuis 2014.
Il est élu en 2015 conseiller départemental du canton de Villers-Cotterêts avec Martine Pigoni et est vice-président de la Communauté de communes Retz-en-Valois.
Il se présente aux élections législatives de 2007, mais est éliminé dès le premier tour avec 8,42% des voix. Il se présente également sans succès aux élections sénatoriales dans l'Aisne en 2014. 

#### Martine Pigoni
Martine Pigoni (FN)  est élue du canton de Villers-Cotterêts avec Franck Briffaut.

#### Anne-Marie Fournier
Anne-Marie Fournier (FN) est maire adjointe de Luzoir.
Elle est élue en 2015 conseillère départementale du canton d'Hirson avec Claude Mouflard.

#### Claude Mouflard
Claude Mouflard (FN) est élu en 2015 du canton d'Hirson avec Anne-Marie Fournier.

#### Noël Lecoultre
Noël Lecoultre (FN) est élu du canton de Vic-sur-Aisne avec Marie-Christine Gilliot.

#### Armand Pollet
Armand Pollet (FN) est élu du canton de Guise avec Marion Saillard.

#### Marion Saillard
Marion Sallard (FN) est élue du canton de Guise avec Arnaud Pollet.